# Karel Triller
Karel Triller, slovenski politik, pravnik in gospodarstvenik, * 21. april 1862, Škofja Loka, † 20. maj 1926, Ljubljana.

## Življenje in delo
Gimnazijo je v Ljubljani obiskoval med letoma 1873 in 1877, v letih 1881 in 1882 pa v Trstu, kjer je maturiral. Pravo je študiral na Dunaju. Med letoma 1883 in 1885 je bil predsednik akademskega društva Slovenija na Dunaju.
Med letoma 1889 in 1893 je bil zaposlen pri Alfonzu Moschetu v Ljubljani. Bil je dejaven pri Sokolu in med letoma 1908 in 1912 tudi starosta ljubljanske župe. Leta 1894 je postal samostojni odvetnik, leto kasneje se je preselil v Tolmin. V Tolminu se je udeleževal narodnega življenja in bil aktiven v planinstvu. Leta 1896 je ustanovil soško podružnico Slovenskega planinskega društva, ki je leta 1901 zgradila kočo na Krnu, ki so jo poimenovali po njem »Trillerjeva koča« in ki jo je leta 1905 zasul plaz.
Leta 1900 se je vrnil v Ljubljano in odprl odvetniško pisarno. Med letoma 1912 in 1921 je bil podžupan mesta Ljubljane in najtesnejši sodelavec takratnega župana Ivana Tavčarja. Med letoma 1908 in 1918 je bil  poslanec v kranjskem deželnem zboru nato je bil med letoma 1911 in 1918 član deželnega odbora. Leta 1918 je postal poverjenik za trgovino in industrijo v Narodni vladi SHS v Ljubljani. Bil je član upravnih svetov bank in hranilnic, predsednik uprave Združenih papirnic Vevče in pravni svetnik Narodne tiskarne.